# Kapustin Iar
Kapustin Iar (en rus: Капу́стин Яр, avui: Знаменск, tr:. Znamensk) es una base per el desenvolupament i llançament de míssils de diverses classes, ubicat a l'óblast d'Astracan, entre Volgograd i Astracan, a Znàmensk. Fou crear el 13 de maig de 1946.
Es tracta de la base de missils més antiga de Rússia, i durant la Guerra Freda, la més secreta. Es va construir seguint les ordres de Stalin.
A Kapustin Iar es proven tot tipus de missils terra-aire, terra-terra i aire-aire, així com llançament de projectils que haurien de ser llançats des de submarins.
La importància de Kapustin Iar és evident si tenim present que la primera missió de l'avió espia estatunidenc U-2 fou la de fotografiar aquesta base.